# Delfino Borroni
Delfino Edmondo Borroni (23 de agosto de 1898 – 26 de outubro de 2008), foi com, 110 anos, o homem mais velho da Itália e o 11º homem mais velho verificado no mundo. Borroni foi um militar da Campanha Italiana na Primeira Guerra Mundial.
Foi o ultimo Italiano vivente que recebeu a Ordem de Vittorio Veneto.
Delfino Borroni morreu em Castano Primo, Itália, em 26 de junho de 2008, aos 110 anos e 64 dias.